# جورج دبليو. هايز
جورج دبليو. هايز (بالإنجليزية: George W. Hayes)‏ هو سياسي أمريكي، ولد في 1847، وتوفي في 1933. حزبياً، نشط في الحزب الجمهوري. وقد انتخب عضو مجلس نواب أوهايو.